# ヒ85船団
ヒ85船団（ヒ85せんだん）は、太平洋戦争後期の1944年12月から1945年1月に門司からサンジャックへ航海した日本の護送船団である。積み取りに向かう石油タンカーを主体に、ルソン島へ陸軍部隊を運ぶ輸送船も経由地の高雄港まで合同して運航された。タンカーは故障した1隻以外無事に到着し、ルソン島への増援も8割が上陸する一応の成功を収めた。なお、ここではルソン島行き輸送船の帰路にあたるマタ40船団についても解説する。

## 背景
1944年（昭和19年）12月、レイテ島の戦いはアメリカ軍の勝利に終わり、アメリカ軍のフィリピン反攻作戦の矛先は首都マニラのあるルソン島へ迫った。迎え撃つ日本軍は、ルソン島へ増援部隊を送り込むべく最後の努力を続けていた。しかし、アメリカ軍がモロタイ島やレイテ島などに航空基地を設置してルソン島の制空権争いで優位に立ち、潜水艦や空母搭載機による攻撃も加わって、日本艦船の行動は非常に困難な情勢であった。
その代表例がヒ81船団で、米潜水艦の襲撃により11月15日から17日にかけて陸軍特殊船2隻（あきつ丸、摩耶山丸）と空母神鷹を喪失、レイテ島投入予定の日本陸軍第23師団は戦う前に大部分が海没するに至った。
大本営陸軍部は修理中の青葉山丸と、ヒ81船団に参加して生き残った陸軍船2隻（吉備津丸、神州丸）を活用し、第23師団残余・第19師団・第10船団を三回の折り返し輸送でルソン島に運ぶことにした。日本陸軍は「一回タケテヨイカラ第十師団ノ輸送ニ協力サレタシ」と日本海軍に頼み込んだが、海軍にも余裕はなく断られていたのである。
だが従来の揚陸拠点だったマニラも米軍機動部隊艦載機の空襲を受けており、日本海軍艦艇や陸軍船舶多数が撃沈されていた。もはやマニラへの入港は危険過ぎるため、北部のサンフェルナンドが代わりの主要揚陸拠点となっていた。
一方、アメリカ軍のフィリピンへの反攻は、日本の資源輸送のためのシーレーンにとっても危機的な事態であった。特に戦争継続に不可欠な石油の本土輸送への影響は深刻で、ボルネオ島産石油を運ぶミ船団はすでに同年11月末をもって運航中止に追い込まれていた。日本海軍はヒ船団と称する門司＝シンガポール（昭南）間の石油輸送船団だけは維持しようと試みて、タンカーと護衛兵力の集中を進めていた。
こうした状況で日本からシンガポールを目指して送りだされることになったのが、通算85番目・往路43番目のヒ船団を意味する名称のヒ85船団である。本来のヒ船団は高速大型タンカーを中心とした編制であるが、門司出港時のヒ85船団には1-2隻のタンカーしか無く、代わりに経由地の高雄で貨物船改造などの低性能タンカー10隻以上が加入する計画だった。従来ならミ船団に組み込まれたはずの低性能船が航路廃止に伴い振り替えられたもので、初めての低速ヒ船団となった。
さらに、ルソン島へ第19師団・第1挺進集団各主力などの精鋭部隊を運ぶ陸軍船3隻（日向丸、吉備津丸、神州丸）と新型貨物船改装の軍隊輸送船1隻（青葉山丸）も加入した。
護衛は船団護衛専門に新設されたばかりの第101戦隊（司令官：渋谷紫郎少将）を中心とする有力な布陣だった。

## 航海の経過

### ヒ85船団本隊
1944年（昭和19年）12月17日、まず第1挺進集団の滑空第一聯隊が空母雲龍に乗艦してフィリピンに向かうが、同艦は12月19日に米潜水艦によって撃沈された。
12月19日、ヒ85船団は門司を出撃し、大陸接岸航路に針路を執った。第1挺進集団の滑空第二聯隊は陸軍船舶2隻（日向丸、青葉山丸）に乗船し、門司を出撃した（この時、第19師団の3コ大隊を門司で下船）。
大陸接岸航路は航行距離が長くなってしまうが、水深が浅いため敵潜水艦の行動が難しく、陸側からの襲撃の危険も小さい利点があった。船団は対馬海峡を渡って朝鮮半島西岸を北上、仁川市沖から黄海を横断すると山東半島伝いに南下した。舟山群島を経て福州沖から台湾西岸へ台湾海峡を渡り、12月23日夜に高雄沖へ到達した。ただし、敵機動部隊接近との情報に伴い、24日午前に一旦は洋上退避している。
12月25日午後、ヒ85船団は特に損害を出さずに高雄港へ入港した。ここでルソン島向け輸送船4隻は分離され、新たな護衛艦艇とともにルソン島へ向かった（詳細後述）。入れ替わりにヒ85船団本隊には滞留中の2AT型戦時標準船8-9隻・2TM型戦時標準船2隻の低性能タンカー群と貨物船1隻が加入し、輸送船13隻の編制に変わった。途中加入船は、3日前に門司から到着したモタ28船団などで集結していたものである。
12月27日午前にヒ85船団は高雄を出発、大陸沿岸伝いに南下を再開した。同日午後5時半頃にタンカーの大楠丸（大阪商船：6968総トン）が故障したため船団から除外され、高雄へ反転した。12月28日に貨物船帝北丸（帝国船舶：5794総トン、フランス船ペルセを徴用）と護衛の海防艦対馬が分離され、海南島の楡林港へ先行した。12月29日夕刻には香港沖で第101号掃海艇が護衛協力の立場で合同する。
船団は中国内陸部から飛来するアメリカ陸軍航空軍のB-24爆撃機から接触を受け、12月30日午前8時25分に北緯20度05分 東経111度15分 / 北緯20.083度 東経111.250度地点で1機、12月31日12時15分にも北緯17度34分 東経108度00分 / 北緯17.567度 東経108.000度地点で1機が上空に出現したが被害はなかった。ただし、分離先行した対馬は海南島沖でB-24の爆撃を受け至近弾により損傷した、1月3日から20日まで楡林で応急修理を受けている。
1945年（昭和20年）1月1日夕刻にヒ85船団本隊はクイニョン湾（キノン湾）へ到達した。潜水艦に対する目視警戒が難しい夜間航行を避けて仮泊し、翌1月2日再出発。同日夜はニャチャン（ナトラン）沖で仮泊した後、1月4日にサンジャック（聖雀、現在のブンタウ）へ入港。ここでシンガポール行きの予定を変更して船団運航打ち切りとなり、以後は各船で行動することになった。

### ルソン島分遣船団
ルソン島行き輸送船4隻（日向丸、青葉山丸、吉備津丸、神州丸）は高雄港より第一海上護衛隊第2運航指揮官の来島茂雄大佐の指揮を受けて、1944年（昭和19年）12月26日にルソン島へ出撃した。
駒宮（1987年）によれば新たな船団名はタマ38船団である。護衛艦は海防艦三宅（旗艦）、能美など3-5隻が随伴した。日本側はアメリカ海軍機動部隊が行動中と推定していたため、バタン諸島などに一時碇泊して島陰に隠れつつ航行し、12月29日夕刻にサンフェルナンドへ到着した。
サンフェルナンドの湾内に入った船団は、ただちに徹夜で揚陸作業を開始した。これに対し、アメリカ第5空軍に属するB-25爆撃機・A-20攻撃機・P-40戦闘機も碇泊中の日本艦船を狙って昼夜を問わず空襲した。
12月30日午前7時頃、貨物船の青葉山丸（三井船舶：8811総トン。虎兵団山砲第25聯隊乗船）が爆撃により炎上、船体が折れて沈没。陸軍兵21人が戦死した。続いて第20号海防艦も被弾して沈没した。
30日に被弾した第138号海防艦も本船団の護衛艦と推定される。
その他、30日の空襲ではサンフェルナンド付近でマタ37船団またはマタ38船団も襲われ、貨物船の室蘭丸（日本郵船：5374総トン）が沈没、帝海丸（帝国船舶：7691総トン）が大破擱座、和浦丸（日本郵船：6804総トン）と日昌丸（南洋海運：6526総トン）が小破している。
12月31日深夜までに船団は輸送物件の80%を無事に揚陸した。空荷となった陸軍船3隻はマタ40船団を編成、航空部隊関係者などの便乗者を神州丸（陸軍省：8160総トン）が283人以上、吉備津丸（日本郵船：9574総トン）が500-550人収容すると、1月1日午前3時45分に高雄へ向けて帰路に就いた。
マタ38A船団の護衛艦艇だった海防艦2隻（干珠、生名）がマタ40船団に加入し、海防艦6隻（三宅、干珠、能美、生名、海防艦39号、海防艦112号）で輸送船3隻（神州丸、吉備津丸、日向丸）を護衛する。
このころ、アメリカ海軍の第38任務部隊（司令官：ジョン・S・マケイン・シニア中将）がウルシー環礁を12月30日に出撃して、ルソン島上陸の事前攻撃の目的で台湾沖に接近しつつあった。1月3日、第38任務部隊は台湾地区の日本軍航空基地や艦船を攻撃目標として大規模な空襲を開始した。マタ40船団も第38任務部隊に発見され、午前11時頃から約50機による攻撃を受けてしまった。この空襲で神州丸が大破炎上。航行不能に陥って放棄され、同日夜にアメリカの潜水艦アスプロの雷撃で撃沈された。
神州丸では便乗者283人・船砲隊66人・船員33人が戦死した。吉備津丸も爆弾に直撃されて中破、陸軍兵71-75人が戦死した。そのほか機銃掃射などにより日向丸（日産汽船：9687総トン）で3人、海防艦三宅は戦死6名と負傷13名、第112号海防艦で2人が戦死した。
高雄港にたどり着いたマタ40船団の各艦は、応急修理を受けた後で分散行動することになった。海防艦（三宅、能美、干珠）は1月10日よりヒ87船団に加入、特務艦神威や駆逐艦時雨等と共にシンガポールへ向かった（香港で神威等沈没、マレー半島東岸で時雨沈没）。日向丸は、1月19日に門司へ帰着し、吉備津丸は、楡林から北上してきた帝北丸などのユタ15船団（第101戦隊残存艦護衛）と1月26日に南日島（現在の秀嶼区南日鎮内）にて合同し、2月11日に門司へ帰着している。

## 結果
ヒ85船団は厳しい情勢下での運航として一定の成功を収めた。加入タンカーのうち故障脱落した1隻を除く11隻がサンジャックまで無事に到着し、ルソン島への増援輸送も加入船2隻が沈没したが輸送物件の80%は揚陸できた。ルソン島には本輸送直後の1945年1月6日にアメリカ軍が上陸してルソン島の戦いが始まったため、ヒ85船団が最後の大規模な増援輸送成功例となった。ただし、サンフェルナンドが1月7日にアメリカ海軍の艦砲射撃に見舞われ、海岸付近にあった揚陸物資のほとんどは破壊されてしまい有効活用できなかった。
サンジャックまで到着できたタンカーも、最終的に日本への石油持ち帰りに成功した船は一部だけだった。大津山丸（三井船舶：6859総トン）はヒ86船団に加入して再び第101戦隊の護衛を受けて日本を目指したが、1月12日にアメリカ海軍が発動したグラティテュード作戦による第38任務部隊の空襲で撃沈された。グラティテュード作戦では神祇丸（岡田商船：6850総トン）もサシ40船団に加入してサンジャックから本来の目的地のシンガポールへ向かう途中で撃沈され、便乗していた南方軍関係者1165人中863人が戦死している。山澤丸（山下汽船：6889総トン）も1月21日に高雄で第38任務部隊による空襲を受けて大破擱座した。また、桜栄丸（日東汽船：2858総トン）は2月6日にシンガポール港内で機雷に接触し沈没した。1月下旬に日本海軍が石油緊急輸送のため発動した南号作戦ではヒ85船団で到着したタンカーが前半の主力となり、ヒ88Aからヒ88E船団までで6隻が参加したうち生還したのはせりあ丸（三菱汽船：10238総トン）など4隻だった。

## 編制

### ヒ85船団：門司から高雄まで
- 輸送船
  - シンガポール行き - タンカーせりあ丸、同神佑丸（異説あり[注 1]）
  - ルソン島行き - 陸軍船神州丸、同吉備津丸、同日向丸、貨物船青葉山丸
- 護衛艦
  - 軽巡洋艦香椎（旗艦・第101戦隊司令官：渋谷紫郎少将座乗）
  - 海防艦 - 対馬・大東・鵜来・第23号・第27号・第51号[注 9]
  - その他 - 第61号駆潜艇[6]

### ヒ85船団：高雄からサンジャックまで
- 輸送船
  - タンカー - せりあ丸、神佑丸、神祇丸、大楠丸、大暁丸、延慶丸、延長丸、延元丸、山澤丸、大津山丸、楓栄丸、桜栄丸
  - その他 - 貨物船帝北丸（楡林港行き）
- 護衛艦
  - 軽巡洋艦香椎（旗艦・第101戦隊司令官：渋谷紫郎少将座乗）
  - 海防艦 - 鵜来、大東、対馬、第23号海防艦、第27号海防艦、第51号海防艦
  - その他 - 第101号掃海艇（29日香港沖で合同・協力）[21]

### マタ40船団
- 輸送船 - 陸軍特殊船神州丸、同吉備津丸、同日向丸
- 護衛艦[39] - 海防艦三宅（旗艦・第2運航指揮官：来島茂雄大佐座乗）、同能美、同干珠、同生名、第39号海防艦、第112号海防艦